# Koodli

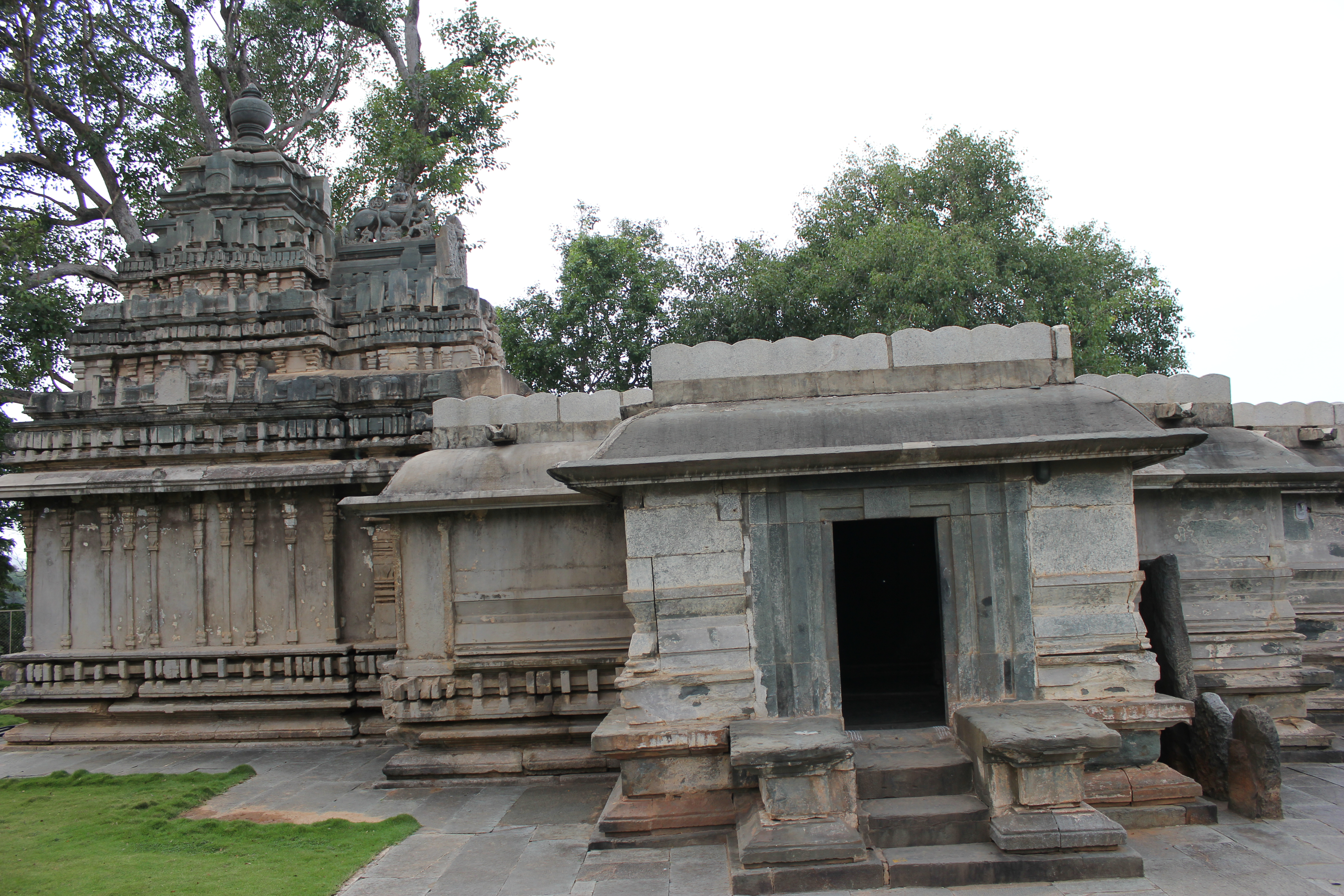
Kudli

Kudli es una pequeña ciudad ubicada en el distrito de Shimoga, en el estado indio de Karnataka.
Kudli es el lugar donde dos ríos, Tunga y Bhadra, se encuentran para dar lugar al río Tungabhadra.

## Importancia
Una opinión exquisita del Sangama hace al lugar exótico, con los viejos muros del templo de Sangameswarar añadiendo cultura a la rica belleza natural. Existe también el popular templo de Ranganatha al lado del templo Sangameshwara. Los ríos son adorados y por lo tanto, son sagrados.

En el punto exacto donde los dos ríos se encuentran, que se considera muy sagrado, se encuentra un pequeño templo con una deidad del toro Nandi (el portador del dios Shivá).

## Historia
El lugar tiene un valor histórico, con los templos del periodo de dominación del Imperio hoysala. Hay shasanas tallados cerca de los templos que indican la época en que fueron construidos. Las fechas exactas son discutidas, pero las esculturas se remontan a la vieja cultura india y parecen exóticas. Hay varios templos - pequeños y grandes construidos por los jefes que gobernaron este lugar en la era antigua.
- Datos: Q6430526
- Multimedia: Koodli / Q6430526